# Abdominea minimiflora
Abdominea minimiflora är en orkidéart som först beskrevs av Joseph Dalton Hooker och som fick sitt nu gällande namn av Johannes Jacobus Smith.
Abdominea minimiflora är den enda kända arten i släktet Abdominea, som ingår i familjen orkidéer. Inga underarter finns listade i Catalogue of Life.